# Versus (film)
Versus (Japans: ヴァーサス ) is een Japanse actiefilm uit 2000 onder regie van Ryuhei Kitamura.

## Verhaal
In het Japanse woud der duisternis staat de 444e van de 666 poorten naar de hel. Wie op deze plek sterft, komt terug als zombie.

## Rolverdeling
| Acteur             | Personage          |
| ------------------ | ------------------ |
| Tak Sakaguchi      | gevangene KSC2-303 |
| Hideo Sakaki       | man                |
| Chieko Misaka      | meisje             |
| Kenji Matsuda      | Yakuza             |
| Yuichiro Arai      | motorrijder        |
| Minoru Matsumoto   | Yakuza             |
| Kazuhito Ohba      | Yakuza             |
| Takehiro Katayama  | moordenares        |
| Ayumi Yoshihara    | moordenares        |
| Shoichiro Masumoto | agent              |
| Toshiro Kamiaka    | Samurai -krijger   |
| Yukihito Tanikado  | agent              |
| Hoshimi Asai       | moordenares        |
| Ryosuke Watabe     | Yakuza zombie      |
| Motonari Komiya    | gevangene          |